# Яковка (Татарстан)
Яковка — деревня в Мамадышском районе Татарстана. Находится на правом берегу Вятки в 8 км к северу от Мамадыша.
Существуют пасеки и большое количество дач. Вырыто большое число искусственных водоемов, для разведения осетровых. Налажено животноводство. С 2014 года кол-во голов КРС увеличилось до 138 шт., бараны, овцы — 480 шт. Присутствует страусиная ферма/зоопарк.
Название происходит от речки Яковки в Татарском логу. Основана деревня в 1845 году.

## Население
В 1989 году проживало 44 человека.
В 2017 году проживало 17 человек.